# Morphna amplipennis
Morphna amplipennis är en kackerlacksart som först beskrevs av Walker, F. 1868.  Morphna amplipennis ingår i släktet Morphna och familjen jättekackerlackor. Inga underarter finns listade i Catalogue of Life.